# Christian Wilhelm Häser

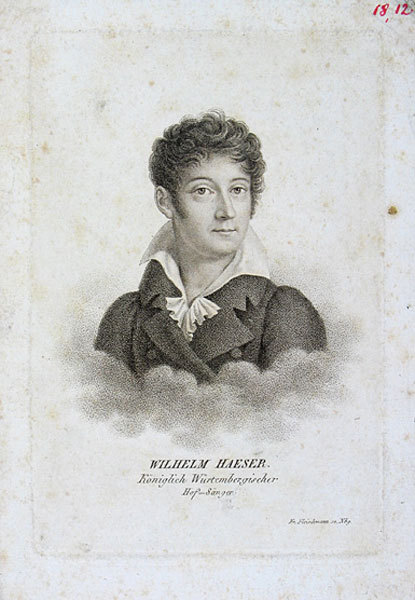
Christian Wilhelm Häser (1781–1867)

Christian Wilhelm Häser (* 24. Dezember 1781 in Leipzig; † 2. Juni 1867 in Stuttgart) war Sänger (Bass), Komponist, Bühnenautor und Übersetzer. Er war zuletzt Hofsänger in Stuttgart.

## Herkunft
Sein Vater war der Musikdirektor Johann Georg Häser (1729–1808). Auch seine Brüder Karl Georg (1777–1873) und August Ferdinand (1779–1844) und die Schwester Charlotte (1784–1871) wurden bekannte Musiker.

## Leben
Er erhielt seine musikalische Ausbildung zunächst bei Johann Gottfried Schicht, sollte dann aber Jurist werden und studierte Jura in Leipzig. In Leipzig trat er 1799 bis 1803 als Solist im Gewandhaus auf. Er schloss sich der Truppe von Joseph Seconda an und trat Juni 1802 bis Oktober 1804 in Leipzig und Dresden auf. Er wechselte 1804 zu Domenico Guardasonis italienischem Opernensemble nach Prag, wo er seine spätere Frau kennenlernte. Von 1807 bis 1809 war er beim neugegründeten deutschen Opernensemble in Prag. Er arbeitete anschließend bis 1813 in Breslau und dann in Wien. Von Wien wechselte er im August 1813 an das Hoftheater nach Stuttgart. Häser blieb bis zu seiner Pensionierung im Jahr 1844 in Stuttgart, hatte aber immer wieder Gastspiele außerhalb.

## Werke (Auswahl)
- Gesänge zu der Oper: Die Räuberbraut, Digitalisat
- Der weibliche Spion, Digitalisat

## Familie
1805 heiratete er die an der Prager Oper engagierte Wiener Sängerin Anna Sattmann. 1808/09 heiratete er in Prag die Schauspielerin N. N. Weber. Das Paar hatte fünf Kinder. Davon wurden seine Tochter Mathilde (1815–1885) Opernsängerin; von den Söhnen wurde Carl (* 14. März 1818) Geiger und Gustav (1814–1861) Opernsänger.